# عبد الصمد بونوة
عبد الصمد بونوة (24 أبريل 1991 بسيدي بلعباس في الجزائر - ) هو لاعب كرة قدم جزائري في مركز الوسط.

## روابط خارجية
- عبد الصمد بونوة على موقع قاعدة بيانات كرة القدم.إي يو (الإنجليزية)
- عبد الصمد بونوة على موقع Soccerway.com (الإنجليزية)